# Françoise Fromonot
Françoise Fromonot (née en 1958 à Paris) est une architecte française. 
Elle est enseignante et critique d’architecture. Elle est l'auteur de nombreux livres. Elle enseigne à l'École nationale supérieure d'architecture de Paris-Belleville et en tant que professeur titulaire (TPCAU), et elle a enseigné au titre de professeur invité, entre autres, à l'université de Sydney, à l'Académie des beaux-arts de Vienne (Vienne), à l'Institut Berlage (Rotterdam), au programme Cornell-in-Rome (Ithaca-Rome), au master AMUR de l'ENPC, à Sciences-Po Urba (Paris) et à l'école d'architecture de Rice University (Houston-Paris).
Elle est cofondatrice et corédactrice de la revue d'architecture Criticat.